# Tetraterpeny

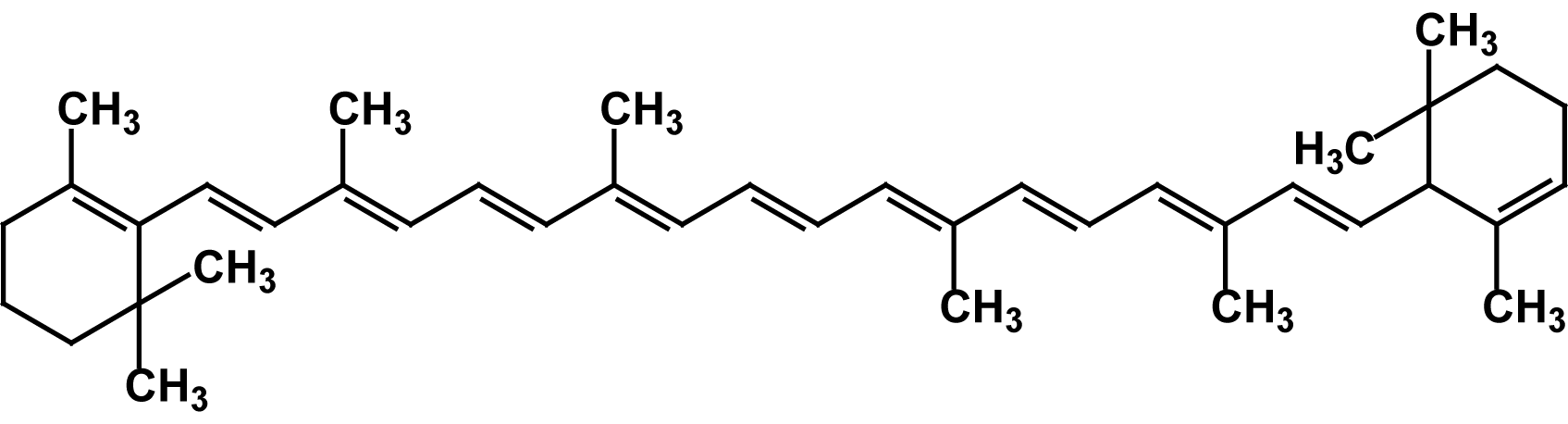
α-karoten, jeden z tetraterpenů

Tetraterpeny (molekulární vzorec C40H64) jsou terpeny, skládající se z osmi isoprenových jednotek.
Mezi biologicky důležité tetraterpeny patří:
- lykopen (acyklický tetraterpen)
- γ-karoten (monocyklický tetraterpen)
- α- a β-karoten (bicyklické tetraterpeny)

Deriváty tetraterpenů se označují jako tetraterpenoidy, patří mezi ně např.:
- karotenoidy
- triantenol 1
- methyl tortuoát C[1] (obsažen v korálu Sarcophyton tortuosum)